# Abd al-Qadir al-Jilani
Abd al-Qadir al-Jilani, född 1076 eller 1077 och död 1166, var en islamisk förkunnare och rättslärd.
Abd al-Qadir al-Jilani tillhörde den hanbalitiska skolan och var grundare av quadiriyaorden inom sufismen. Han förenade traditionell sunnitisk ortodoxi med asketisk-mystisk fromhet. Han såg kallelsen om jihad som en andlig kamp inom den troende människan, mot världsliga begär.